# 马伦蒂诺
马伦蒂诺（義大利語：Marentino），是意大利都灵省的一个市镇。总面积11平方公里，人口1437人，人口密度130.6人/平方公里（2009年）。ISTAT代码为001144。